# Estrangement
Estrangement ist eine 2010 als Soloprojekt gegründete Band, die einen unkonventionellen Crossover aus Funeral Doom und Neoklassik spielt.

## Geschichte
Der australische Musiker JS begann 2010 unter der Projektbezeichnung Estrangement Musik zu schreiben. Der erfahrene Musiker stellte Estrangement in Abgrenzung zu diversen Beteiligungen an Death- und Black-Metal-Bands, deren Fokus auf Energie, Aggression und Wut lag. Das Soloprojekt verband Erfahrungen aus seiner musikalischen Sozialisation des Musikers mit seinem eigenen Wirken. So sollte Estrangement eine über Jahrzehnte erstreckende subjektive Verbindung widerspiegelt, deren Ausgangspunkt in seiner Adoleszenz lag. Doom Metal habe ihm „eine neue Art vorgestellt, Musik zu erleben“ und als Katalysator der eigenen Persönlichkeitsentwicklung fungiert. Mit Estrangement widme er sich daher dem Versuch, die eigenen Erfahrungen weiterzugeben.

### Belong Beneath

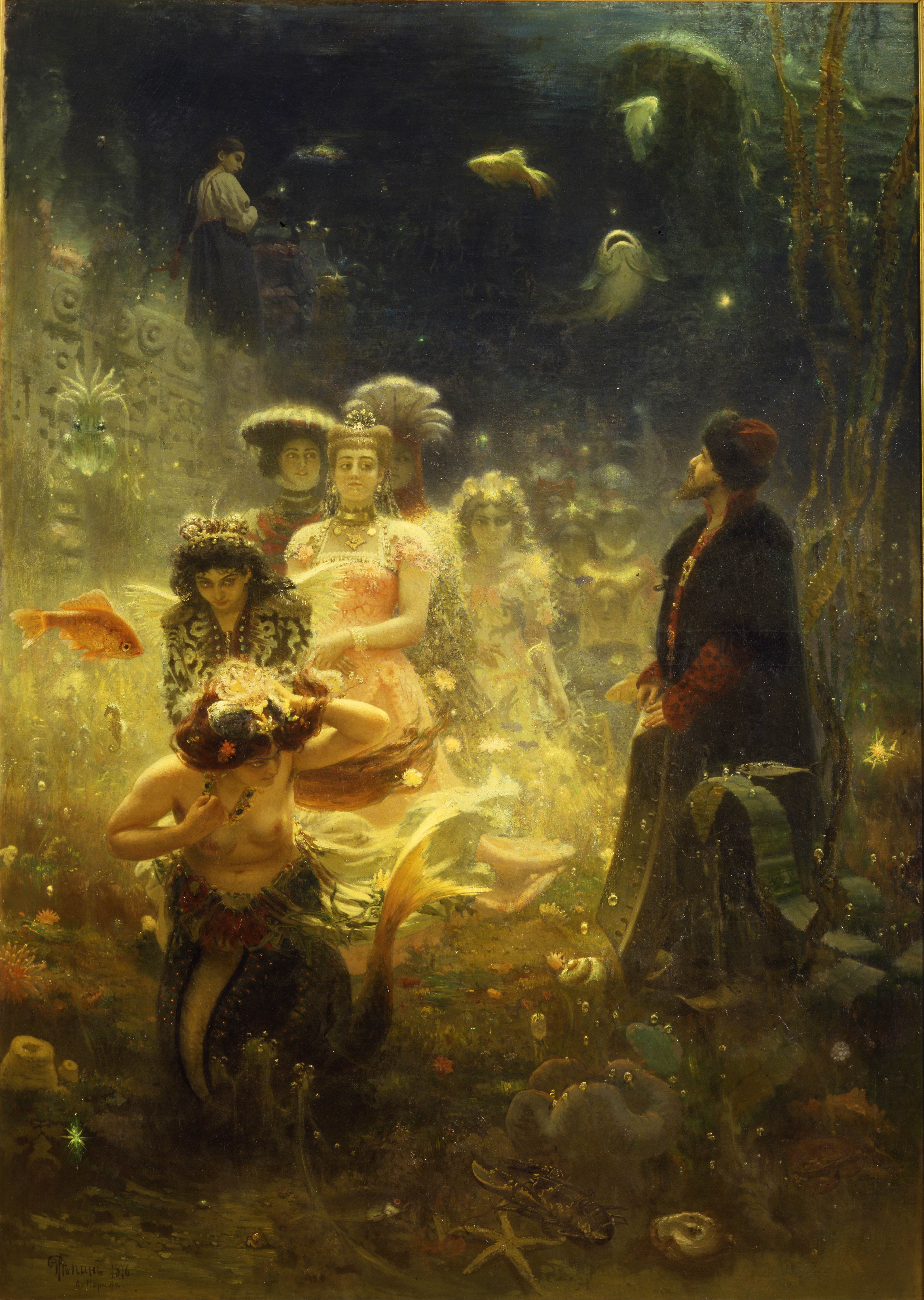
Sadko im Reich des Meereskönigs von Ilja Repin nutzte Estrangement als Covermotiv für das Demo Belong Beneath

Mit Belong Beneath erschien im Jahr 2013 über Aurora Australis Records das erste Demo des Projektes. JS hatte sich zu den Aufnahmen ein Heimstudio eingerichtet und ab dem Jahr 2012 konzentriert an dem Demo gearbeitet. Belong Beneath erfuhr ausgesprochen positive Resonanz. Das Demo erweise sich als aufregende Vorstellung der Band, stecke so voller Kreativität und Ideenreichtum, dass es hohe Erwartungen an ein Album erzwinge. Dabei sei die Musik durch ihre inhärente Dynamik die unkonventionelle Instrumentierung von einer Intellektualität, die nicht einfach zu erschließen, sei. Bemängelt wurden lediglich die konventionelle Produktion und die Kürze des Demos.

### Childlike Bewilderness
Im folgenden Jahr kooperierte Estrangement mit dem japanischen Projekt Begräbnis und dem Funeral- und Death-Doom-Label Weird Truth Productions für die Herausgabe einer Split-EP. Das enthaltene Stück Childlike Bewilderness sollte das geplante Studioalbum ursprünglich eröffnen, erschien JS jedoch als nicht passend. Die Aufnahme fand unter den bereits geschaffenen Bedingungen statt, dabei strebte JS eine bessere Produktion an. Die EP wurde international gelobt. Besonders Estrangement sei eine Band, die es zu beobachten gelte. Das Stück des Projektes biete eine „poetische Melancholie“, die sich in dem Spiel des genutzten Kammerorchesters vom stereotypen Metal abhebe. Die Musik erweise sich als bizarre Variante des Genres, dass gerade aus der Erweiterung der Instrumentierung eine düstere quasi-Oper von erstaunlicher Qualität erzeuge.

„Wild, kreativ, vollgepackt mit rohen Emotionen und erstaunlich individuell, ist dies vielleicht das instinktiv ansprechendste Stück, das ich das ganze Jahr über gehört habe. Ehrlich gesagt, würde ich sagen, dass es diese EP für sich alleine schon unverzichtbar macht.“

Die EP entstand bereits unter der Prämisse ein Studioalbum zu erarbeiten. Childlike Bewilderment sollte ursprünglich das Eröffnungsstück des Debütalbums werden. Als das Stück beinah abgeschlossen aufgenommen war, entschied JS, dass eine andere Form der Veröffentlichung dem Stück angemessen wäre. Es war dabei das erste veröffentlichte Stück, dass Musiker neben JS enthielt. Seither formte sich Estrangement mit der Flötistin Euterpe, dem Bassisten Ligamincer und der Geigerin Czar zu einer Band. JS übernahm weiterhin das Spiel aller Rock- und Metal-Instrumente, suchte aber anhaltend die Rückmeldung und die Ideen der restlichen Band. Von diesem Punkt aus arbeitete Estrangement weiter am Debüt, das über das britische Label Aesthetic Death Records erscheinen sollte. In der Zwischenzeit beteiligte sich Estrangement an der My Dying Bride gewidmeten und von Doom-Metal.com zusammengestellten und herausgegebenen Tribut-Kompilation A Lake of Ghosts (… The Long Shadow of My Dying Bride) mit dem Stück De Sade Soliloquy. Indes verzögerten sich die Aufnahmen und die Veröffentlichung des Debüts trotz kontinuierlicher Arbeit über Jahre. Anfänglich strebte JS nach Verbesserungen seines Studiomaterials und seiner Kenntnisse im Umgang mit dem Studioequipment. Der nationale Notfall durch die Buschbrände in Australien 2019/2020 brachte die Arbeit zum Erliegen. Kurz nachdem diese Gefahr abgeklungen war, wurde das Heimstudio von JS überflutet, wodurch seine Aufnahmetechnik zerstört wurde. Bald darauf hemmte die COVID-19-Pandemie den Wiederaufbau des Studios und die weitere Arbeit am Album.

### Disfigurementality
Nach Jahren der Verzögerung erschien Disfigurementality am 25. November 2022, wie geplant über Aesthetic Death Records. Die internationale Resonanz auf das Debüt fiel durchgehend positiv aus. Es erweise sich als „facettenreich und […] makellos“ sowie als „ein eklektisches Doom Metal Meisterwerk“.

„Für ein Album von einer Stunde Laufzeit vergeht Disfigurementality wie im Flug, was über ein Album mit ungeheuer langsamen und schwerfälligen Melodien merkwürdig zu sagen ist. Dieser Opus ist allerdings großartig gemacht und vermengt so viele Einflüsse miteinander, dass es schwer ist, nicht davon fasziniert zu sein. Es wird mit jedem Hören besser und das ewige Warten darauf hat sich gelohnt.“

Dabei räumten Rezensenten ein, dass das Album anfänglich „verstörend und schwer greifbar“ erscheine, jedoch „fortlaufend an Überzeugungskraft“ zunehme. So erscheine Disfigurementality als Veröffentlichung für „visionäre Köpfe, geschulte Ohren und geduldige Seelen“, die „mehr als nur einmal gehört werden sollte.“

„Ein absolut verrücktes, notwendiges und einzigartiges Album, das möglicherweise viele, viele Hördurchgänge braucht, um alles zu entschlüsseln, was es in sich hat. Für mich ist es eines der Alben des Jahres (eines jeden Jahres).“

## Stil
Estrangement bietet einen komplexen Crossover aus Funeral Doom und Neoklassik mit geflüsterten Passagen, dröhnenden Geigen und brutalem Gesang. Die Musik erweise sich als eklektische Hybridisierung unterschiedlichster Ideen und böte jenseits von Funeral Doom und Neoklassik Anschlusspunkte an Progressive Rock und Jazz. So stünde die Atmosphäre dem Doom Metal nahe, dem Jazz und Progressive Rock hingegen Komplexität und der Fluss der Musik.
Klavier, Cello, Flöte und Violine werden  in „reichhaltigen Texturen“ mit „zermalmenden Riffs und tiefen Growls“ zu einem düstere und mystische Klang verbunden. Das „höhlenartig“ gutturale Growling und das „düstere und unerbittliche“ Riffing erhalte über den Klang des Cellos und tiefer Orgelakkorde, „eine zusätzliche spirituelle Dimension“. Der Gothic-Metal-Aspekt von My Dying Bride würde um den liturgischen Klang von Skepticism und die Skurrilität von Pan.Thy.Monium, oder Opaque Lucidity ergänzt. Markant ist dabei die Dynamik der Musik. So beginnt exemplarisch das Stück Childlike Bewilderment mit einem zaghaften Duett von Cello und Violine, das von einem beinah opernhaftem Choral begleitet wird. Schrittweise füllt sich die Musik mit Growling, Klavier, Flöte, Riffing und Schlagzeug. Die Dynamik der Instrumentierung setzt sich in jener des Rhythmus fort. Von ruhigen Passagen zu krachende „perkussiven Akkorden und sengenden Gitarre“, von „üppigen symphonischen“ Arrangements zu Eruptionen rasender und prügelnder Passagen.

## Diskografie
- 2013: Belong Beneath (Demo, Aurora Australis Records)
- 2014: Begräbnis / Estrangement (Split-EP, Weird Truth Productions)
- 2022: Disfigurementality (Album, Aesthetic Death Records)